# Prêmio Laureus do Esporte Mundial de revelação do ano
Esta lista tráz todos os vencedores e indicados ao Prêmio Prêmio Laureus do Esporte Mundial de Revelação do Ano.

## Lista de vencedores e indicados

### Anos 2000
| Ano  | Imagem             | Vencedor           | Nacionalidade  | Modalidade    | Indicados | Ref.   |
| ---- | ------------------ | ------------------ | -------------- | ------------- | --- | ------ |
| 2000 | Sergio García      | Sergio García      | Espanha        | Golfe         | Kurt Warner — Futebol americano Serena Williams — Ténis                                                                                | [ 1 ]  |
| 2001 | Marat Safin        | Marat Safin        | Rússia         | Ténis         | Aaron Baddeley — Golfe Brett Lee — Críquete Jenson Button — Automobilismo Juan Carlos Ferrero — Ténis                                  | [ 2 ]  |
| 2002 | Juan Pablo Montoya | Juan Pablo Montoya | Colômbia       | Automobilismo | Andy Roddick — Ténis Justine Henin — Ténis Kim Clijsters — Ténis Steven Gerrard — Futebol                                              | [ 3 ]  |
| 2003 | Yao Ming           | Yao Ming           | China          | Basquetebol   | Daniela Hantuchová — Ténis David Nalbandian — Ténis Jochem Uytdehaage — Patinação de velocidade no gelo Wayne Rooney — Futebol         | [ 4 ]  |
| 2004 | Michelle Wie       | Michelle Wie       | Estados Unidos | Golfe         | Ben Curtis — Golfe Fernando Alonso — Automobilismo LeBron James — Basquetebol Maria Sharapova — Ténis Robinho — Futebol                | [ 5 ]  |
| 2005 | Liu Xiang          | Liu Xiang          | China          | Atletismo     | Amir Khan — Boxe Daniel Pedrosa — Motociclismo Laure Manaudou — Natação Svetlana Kuznetsova — Ténis                                    | [ 6 ]  |
| 2006 | Rafael Nadal       | Rafael Nadal       | Espanha        | Ténis         | Andy Murray — Ténis Ben Roethlisberger — Futebol americano Danica Patrick — Automobilismo Lionel Messi — Futebol Paula Creamer — Golfe | [ 7 ]  |
| 2007 | Amélie Mauresmo    | Amélie Mauresmo    | França         | Ténis         | Britta Steffen — Natação Lewis Hamilton — Automobilismo Ma Xiaoxu — Futebol Seleção Ganesa de Futebol Masculino — Futebol              | [ 8 ]  |
| 2008 | Lewis Hamilton     | Lewis Hamilton     | Reino Unido    | Automobilismo | Alberto Contador — Ciclismo Casey Stoner — Motociclismo Novak Djokovic — Ténis Oscar Pistorius — Atletismo Tyson Gay — Atletismo       | [ 9 ]  |
| 2009 | Rebecca Adlington  | Rebecca Adlington  | Reino Unido    | Natação       | Ana Ivanović — Ténis Anthony Kim — Golfe Novak Djokovic — Ténis Sebastian Vettel — Automobilismo Zou Kai — Ginástica artística         | [ 10 ] |

### Anos 2010
| Ano  | Imagem           | Vencedor         | Nacionalidade  | Modalidade    | Indicados | Ref.                 |
| ---- | ---------------- | ---------------- | -------------- | ------------- | --- | -------------------- |
| 2010 | Jenson Button    | Jenson Button    | Reino Unido    | Automobilismo | Clube Wolfsburg — Futebol Juan Martín del Potro — Ténis Jiyai Shin — Golfe Mark Cavendish — Ciclismo Tom Daley — Salto ornamental                                                                  | [ 11 ]               |
| 2011 | Martin Kaymer    | Martin Kaymer    | Alemanha       | Golfe         | Christophe Lemaitre — Atletismo Louis Oosthuizen — Golfe Matteo Manassero — Golfe Teddy Tamgho — Atletismo Thomas Müller — Futebol                                                                 | [ 12 ]               |
| 2012 | Rory McIlroy     | Rory McIlroy     | Reino Unido    | Golfe         | Li Na — Ténis Mo Farah — Atletismo Oscar Pistorius — Atletismo Petra Kvitová — Ténis Yohan Blake — Atletismo                                                                                       | [ 13 ]               |
| 2013 | Andy Murray      | Andy Murray      | Reino Unido    | Ténis         | Gabrielle Douglas — Ginástica artística Kirani James — Atletismo Neymar — Futebol Yannick Agnel — Natação Ye Shiwen — Natação                                                                      | [ 14 ]               |
| 2014 | Marc Márquez     | Marc Márquez     | Espanha        | Motociclismo  | Adam Scott — Golfe Justin Rose — Golfe Nairo Quintana — Ciclismo Raphael Holzdeppe — Salto com vara Seleção de cricket do Afeganistão — Críquete                                                   | [ 15 ]               |
| 2015 | Daniel Ricciardo | Daniel Ricciardo | Austrália      | Automobilismo | Equipe Suíça de Copa Davis — Ténis James Rodríguez — Futebol Marin Čilić — Ténis Mario Götze — Futebol Mikaela Shiffrin — Esqui alpino                                                             | [ 16 ]               |
| 2016 | Jordan Spieth    | Jordan Spieth    | Estados Unidos | Golfe         | Adam Peaty — Natação Jason Day — Golfe Max Verstappen — Automobilismo Seleção Chilena de Futebol Masculino — Futebol Tyson Fury — Boxe                                                             | [ 17 ]               |
| 2017 | Nico Rosberg     | Nico Rosberg     | Alemanha       | Automobilismo | Almaz Ayana — Atletismo Leicester Futebol Clube — Futebol Seleção Islandesa de Futebol Masculino — Futebol Seleção Fijiana de Rugby Sevens Masculino — Rugby de sete Wayde van Niekerk — Atletismo | [ 18 ] [ 19 ] [ 20 ] |
| 2018 | Sergio García    | Sergio García    | Espanha        | Golfe         | Anthony Joshua — Boxe Caeleb Dressel — Natação Giannis Antetokounmpo — Basquetebol Jeļena Ostapenko — Ténis Kylian Mbappé — Futebol                                                                | [ 21 ] [ 22 ]        |
| 2019 | Naomi Osaka      | Naomi Osaka      | Japão          | Ténis         | Ana Carrasco — Motociclismo Briana Williams — Atletismo Geraint Thomas — Ciclismo Jakob Ingebrigtsen — Atletismo Sofia Goggia — Esqui alpino                                                       | [ 23 ] [ 24 ] [ 25 ] |

### Anos 2020
| Ano  | Imagem          | Vencedor        | Nacionalidade  | Modalidade        | Indicados | Ref.                 |
| ---- | --------------- | --------------- | -------------- | ----------------- | --- | -------------------- |
| 2020 | Egan Bernal     | Egan Bernal     | Colômbia       | Ciclismo          | Andy Ruiz Jr. — Boxe Bianca Andreescu — Ténis Coco Gauff — Ténis Seleção Japonesa de Rugby Union — Rugby Regan Smith — Natação                                       | [ 26 ] [ 27 ] [ 28 ] |
| 2021 | Patrick Mahomes | Patrick Mahomes | Estados Unidos | Futebol americano | Ansu Fati — Futebol Joan Mir — MotoGP Tadej Pogačar — Ciclismo Iga Świątek — Tênis Dominic Thiem — Tênis                                                             | [ 29 ]               |
| 2022 | Emma Raducanu   | Emma Raducanu   | Reino Unido    | Ciclismo          | Neeraj Chopra — Lançamento de dardo Daniil Medvedev — Ténis Pedri — Futebol Yulimar Rojas — Triplo salto Ariarne Titmus — Natação                                    | [ 30 ]               |
| 2023 | Emma Raducanu   | Carlos Alcaraz  | Espanha        | Ténis             | Elena Rybakina — Ténis Seleção Marroquina de Futebol Masculino — Futebol Nathan Chen — Patinação artística no gelo Scottie Scheffler — Golfe Tobi Amusan — Atletismo | [ 31 ]               |
| 2024 | Emma Raducanu   | Jude Bellingham | Reino Unido    | Futebol           | Linda Caicedo — Futebol Coco Gauff — Ténis Qin Haiyang — Natação Josh Kerr — Atletismo Salma Paralluelo — Futebol                                                    | [ 32 ]               |